# Huntington (Yorkshire du Nord)
Pour les articles homonymes, voir Huntington.
Huntington est un village et une paroisse civile du Yorkshire du Nord, en Angleterre. Il est situé à quelques kilomètres au nord de la ville d'York, sur les berges de la rivière Foss. Administrativement, il relève de l'autorité unitaire de la Cité d'York. Au recensement de 2011, il comptait 12 108 habitants.
Jusqu'en 1996, Huntington relevait du district du Ryedale.

## Étymologie
Huntington est probablement composé de deux éléments vieil-anglais, hunting « chasse » et dūn « colline », désignant ainsi la « colline de la chasse ». Ce nom est attesté sous la forme Huntindune dans le Domesday Book, à la fin du XIe siècle.